# Diopsittaca cumanensis
Diopsittaca cumanensis, "sydlig rödskuldrad ara", är en nyligen urskild fågelart i familjen västpapegojor inom ordningen papegojfåglar.

## Utbredning och systematik
Fågeln förekommer i Sydamerika och delas in i två underarter med följande utbredning: Nyligen har den även påträffats i Colombia norr om Amazonfloden längst i sydost.
- D. c. cumanensis – norra och östra Brasilien söder om nedre Amazonfloden (östra Pará och Maranhão till Pernambuco, Bahia och centrala Goiás)
- D. c. longipennis – sydostligaste Peru och nordöstra Bolivia till centrala och sydöstra Brasilien (Mato Grosso till Minas Gerais och São Paulo)

Den betraktas oftast som underart till rödskuldrad ara (Diopsittaca cumanensis), men urskiljs sedan 2014 som egen art av Birdlife International, IUCN och Handbook of Birds of the World.

## Status
Den kategoriseras av IUCN som livskraftig.